# 사자성
"사자성"은 1964년 공개된 대한민국의 영화이다.

## 배역
- 신영균 : 황포 역
- 김지미
- 신성일 : 청담 역
- 박암 : 서태수 역
- 이민자